# ザ・ストレンジャー
『ザ・ストレンジャー』（原題: The Stranger）は、2020年に配信されたイギリスのテレビドラマシリーズ。ハーラン・コーベンの同名小説を基にしたミステリースリラーで、リチャード・アーミティッジ、シヴォーン・フィネラン、カディフ・カーワンらが出演した。全8話のミニシリーズで、2020年2月7日にNetflixオリジナル作品として全世界へ配信された。

## あらすじ
見知らぬ謎の人物から妻コリンヌの秘密を聞かされたアダム・プライス。それは一見完璧に見える彼の人生に壊滅的な影響をもたらすものだった。

## キャスト

### メイン
アダム・プライス
演 - リチャード・アーミティッジ
ジョアンナ・グリフィン刑事
演 - シヴォーン・フィネラン
Heidi Doyle
演 - ジェニファー・ソーンダース
トリップ
演 - ショーン・ドゥーリー
パトリック・カッツ
演 - ポール・ケイ
コリンヌ・プライス
演 - デヴラ・カーワン
ウェズリー・ロス刑事
演 - カディフ・カーワン
トーマス・プライス
演 - ジェイコブ・ダドマン
デイジー
演 - エラ＝レイ・スミス
マイク
演 - ブランドン・フェローズ
ライアン・プライス
演 - ミシャ・ハンドリー
ザ・ストレンジャー
演 - ハナ・ジョン＝カーメン
マーティン・キレイン
演 - スティーヴン・レイ
エドガー・プライス
演 - アンソニー・スチュワート・ヘッド

### リカーリング
Ingrid Prisby
演 - リリー・ラヴレス
Dante Gunnarsson
演 - カイ・アレクサンダー
Vicky Hoy
演 - ジェイド・ハリソン
キンバリー・ドイル
演 - カリー・クック
Max Bonner
演 - ロバート・ユーウェンズ
Phillip Griffin
演 - ドン・ジレ
Suzanne Hope
演 - アレサ・アイエ
Parth Kuhalam
演 - エース・バティ
Becca Tripp
演 - ジェマ・パウエル
Ella Hoy
演 - インディア・ブラウン
Stuart Hope
演 - ジョーイ・アンサー
Sally Prentice
演 - カミラ・アーフウェドソン

## エピソード
| 通算 話数 | タイトル                  | 監督          | 脚本               | 公開日        |
| --------- | ------------------------- | ------------- | ------------------ | ------------- |
| 1         | "エピソード1" "Episode 1" | Daniel O'Hara | Danny Brocklehurst | 2020年1月30日 |
| 2         | "エピソード2" "Episode 2" | Daniel O'Hara | Mick Ford          | 2020年1月30日 |
| 3         | "エピソード3" "Episode 3" | Daniel O'Hara | Karla Crome        | 2020年1月30日 |
| 4         | "エピソード4" "Episode 4" | Hannah Quinn  | Danny Brocklehurst | 2020年1月30日 |
| 5         | "エピソード5" "Episode 5" | Hannah Quinn  | Charlotte Coben    | 2020年1月30日 |
| 6         | "エピソード6" "Episode 6" | Hannah Quinn  | Mick Ford          | 2020年1月30日 |
| 7         | "エピソード7" "Episode 7" | Daniel O'Hara | Danny Brocklehurst | 2020年1月30日 |
| 8         | "エピソード8" "Episode 8" | Daniel O'Hara | Danny Brocklehurst | 2020年1月30日 |

## 製作
2019年1月、Netflixが本作の製作を発表した。撮影は2019年3月にマンチェスターで開始され、4月にはベリーとボルトンで、6月にはストックポートでも撮影が行われた。

## 評価

### 批評
本作は批評集積サイトのRotten Tomatoesに24件のレビューがあり、批評家支持率は83%、平均点は10点満点で6.63点となっている。また、Metacriticには5件のレビューがあり、加重平均値は62/100となっている。